# 장 바티스트 페랭
장 바티스트 페랭(Jean Baptiste Perrin, 1870년 9월 30일 ~ 1942년 4월 17일)은 프랑스의 물리학자·화학자이다. 릴에서 출생하여, 고등 사범 학교를 졸업하였다. 파리 대학 교수와 동교 생물 이학 연구소장을 지냈다. 그는 콜로이드 용액의 연구로, 분자가 실제로 있다는 것을 증명하고 물 분자의 측정에 성공하였다. 또한 화학 반응 속도의 복사 이론을 제안하였고, 광화학 방면에도 많은 업적을 남겼다. 1926년 노벨 물리학상을 받았으며, 제2차 세계대전 때에 미국으로 망명하였다. 저서에 《원자》, 《물리 화학 개론》 등이 있다.